# غرماب (إيران)
غرماب (بالفارسية: گرماب) هي منطقة سكنية تقع في إيران في منطقة افشار. يقدر عدد سكانها بـ 3,274 نسمة .